# وادي الحرمان
وادي الحرمان أحد أودية مكة المكرمة غرب المملكة العربية السعودية، يتميز الوادي بكثرة النقوش الإسلامية فيه.

## الوصف
يحاذي الوادي مشعر عرفة من الناحية الشمالية الشرقية٬ به مجموعة من الهضاب التي نفذت في صخورها مجموعة من النقوش الكتابية الإسلامية التي يعود تاريخها إلى الفترة الإسلامية المبكرة٬ معظمها غير مؤرخ٬ أما المؤرخة فلم يعثر إلا على اثنين فقط٬ أحدهما مؤرخ عام 84 هـ الموافق 703م٬ والثاني مؤرخ عام 189 هـ الموافق 805م٬ وتحمل هذه النقوش أسماء وشخصيات من تلك الفترة٬ وأبيات شعرية في الحكم٬ وآيات قرآنية.

## وصلات خارجية
- صورة نقش إسلامي في وادي الحرمان